# 카르멘 루이스
카르멘 루이스(Carmen Ruiz, 1974년 7월 28일 ~ )는 스페인의 배우이다.